# Setoun
La rivière Setoun (en russe : Сетунь) est un cours d'eau de Russie et le principal affluent de la Moskova à Moscou, donc un sous-affluent de la Volga par l'Oka.

## Géographie
La longueur de la rivière est de 38 km, dont 20 km dans Moscou proprement dit. Son bassin a une superficie de 190 km2. La rivière Setoun prend sa source à l'ouest de la capitale, près du village de Salar'evo, situé à l'extérieur de l'autoroute périphérique de Moscou et se jette dans la Moskova près du pont de la route de  Krasnoloutchski, en face du complexe olympique de Loujniki (photographie). La rivière est riche en gardons, perches, carpes à la lune, brochets etc., mais n'a aucune valeur pour la pêche en raison de sa pollution par des déchets toxiques.